# روبرت كالدربانك
روبرت كالدربانك (بالإنجليزية: Robert Calderbank)‏ عالم حاسوب ومهندس كهرباء ورياضياتي ولد في 1954، ومدير مبادرة المعلومات في جامعة ديوك. وحائز على وسام ريتشارد هامينغ في عام 2013.